# آگوست ماریت
فرانسوا آگوست فردیناند ماریت مصرشناس و باستان‌شناس فرانسوی (۱۱ فوریه ۱۸۲۱ - ۱۸ ژانویه ۱۸۸۱) و بنیان‌گذار موزه مصر در قاهره بود.

## زندگی‌نامه

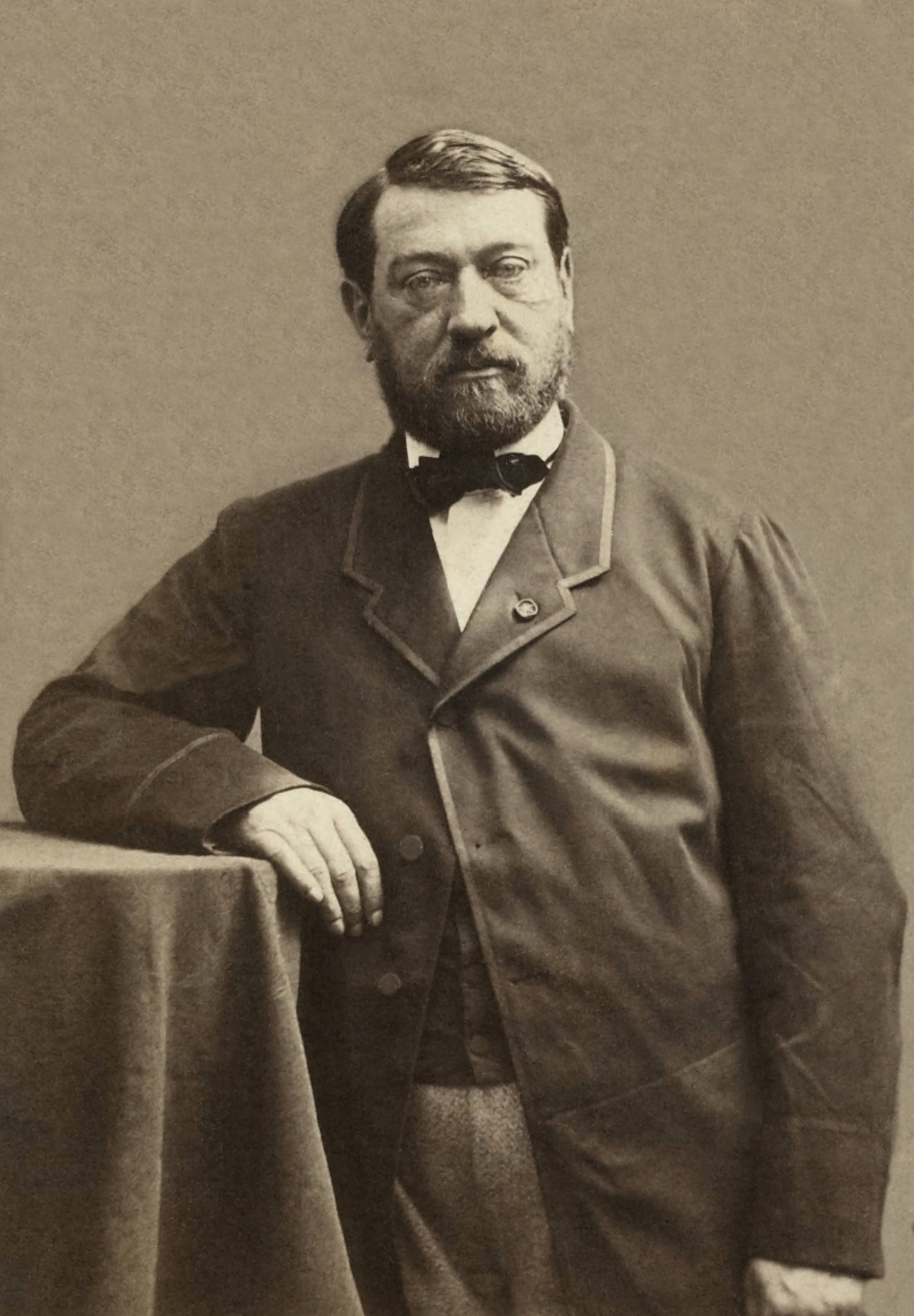
عکسی از ماریت مربوط ۱۸۶۱ میلادی

استاد کالج بولونی سور مر در ۱۸۴۱، ماریت پس از دیدار از گالری مصر باستان در موزه بولونی و نیز خواندن نوشته‌های پسر عمویش نستور لوت که به همراه گروهی فرانسوی-توسکانی به سرزمین فرعون‌ها سفر کرده بود، علاقه بسیاری به مصرشناسی کرد. او علاقه خود به مصر را با جملاتی چون «من توسط مومیایی موزه بولونی وارد مصر شدم» و «اردک مصری جانور خطرناکی است، یک ضربه نوک (کافی است) تا زهرش را وارد بدنتان کند و شما برای همه زندگیتان مصرشناس می‌شوید» بیان می‌کند.
در سال ۱۸۵۰، بنا شد تا او از سوی امانوئل دو روژ و شارل لونورمان و به نیابت از موزه لوور برای خریدن متن‌های نوشته شده به زبان قبطی به مصر فرستاده شود. با این حال این اتفاق پدید نیامد و او پول سفر را برای کاوش در سقاره خرج کرد:
در جلوی من و در دستانم جهانی از آرامگاه‌ها، سنگ‌های یادبود، سنگ‌نبشته‌ها، و تندیس‌ها بود. آیا بیشتر از این نیاز به بازگویی هست؟

## آثار به فرانسوی
- Dendérah, Librairie A. Franck, Paris, 1875.
- Karnak, étude topographique et archéologique, 2 vol. , J.C. Hinrichs, Paris, 1875.
- Voyage dans la Haute Égypte, Goupil, Paris, 1878.
- Catalogue général des monuments d'Abydos découverts pendant les fouilles de cette ville, Imprimerie nationale, Paris, 1880.